# World Team Challenge

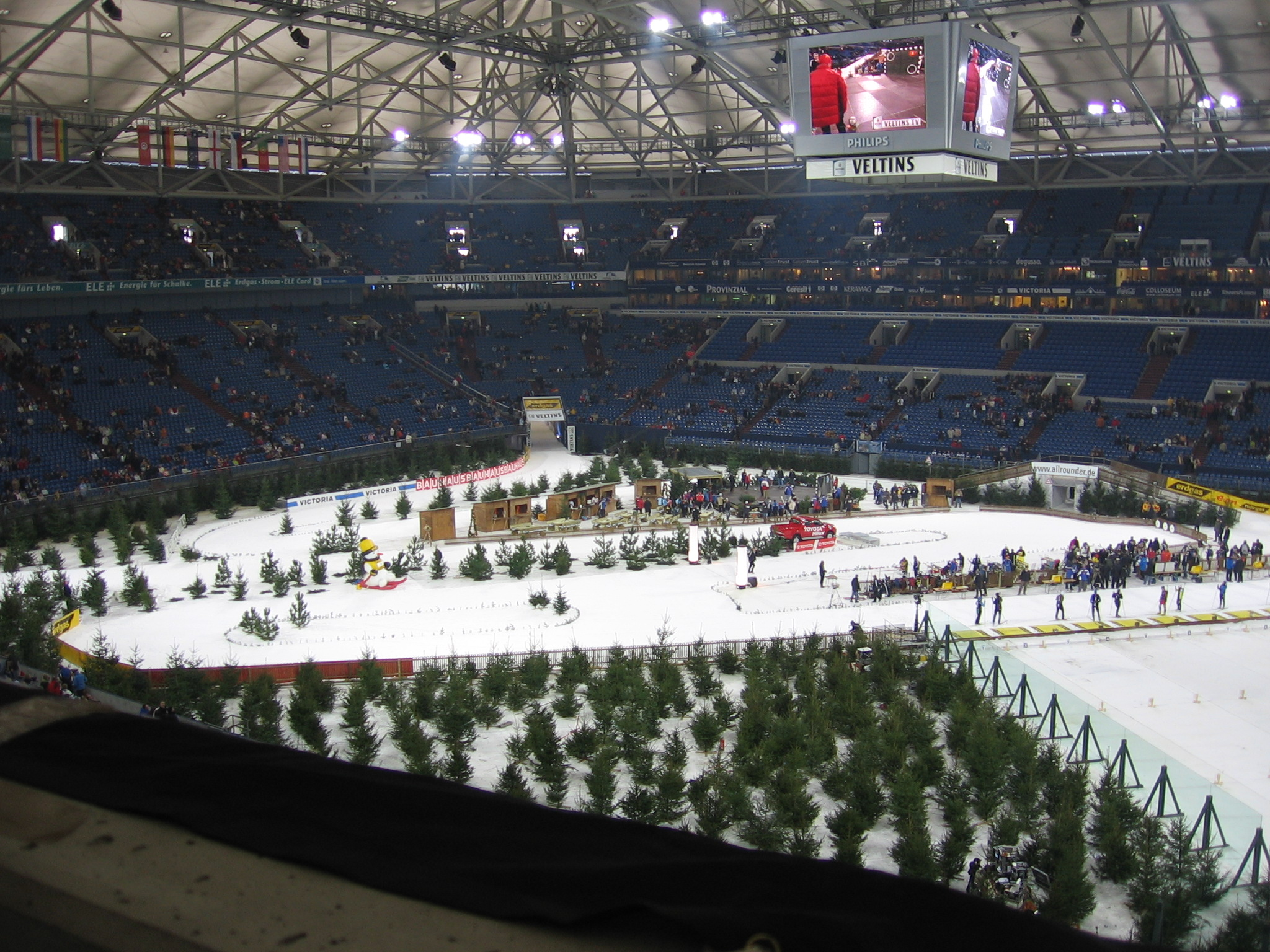
Фельтінс-Арена під час проведення World Team Challenge 2005

Світовий командний виклик - "Різдвяні перегони" (англ. World Team Challenge) — змагання з біатлону, які проводять щорічно (починаючи з 2002 року) в місті Гельзенкірхен на стадіоні Фельтінс-Арена. Зазвичай змагання проводять незадовго до Нового року. До 2001 року Різдвяні перегони зазвичай проводили в період між Різдвом і Новим роком але згодом довелося змінити час проведення у зв'язку з фінансовими питаннями. Останніми переможцями змагань (2024 року) є норвезькі біатлоністи Каролін Кноттен і Стурла Ляґрейд.

## Облаштування трас
Через те, що природного снігу в Рурі зазвичай недостатньо, траси довжиною близько 1200 метрів навколо стадіону всипані штучним снігом. Близька 3000 кубічних метрів снігу для змагань надає гірськолижний комплекс Нойс.
Стріляють спортсмени всередині стадіону, де встановлений спеціальний рухомий тир. 27 березня 2011 під час Різдвяних перегонів вперше використали лезерну систему знімкування.
Різдвяні перегони не є частиною Кубка світу з біатлону.

## Правила змагання
Змагання проводяться у форматі парного заїзду: один спортсмен представник чоловічої статі другий — жіночої.
Різдвяні перегони як правило відбуваються за офіційними правилами які використовуються під час офіційних змагань з біатлону. Від більшості змагань з біатлону Різдвяні перегони відрізняються порівняно короткою трасою: всього 1,2 кілометри завдовжки. Штраф не перевищує 100 метрів.
Змагання в цілому складається з десяти раундів. У період з 2002 по 2005 роки змагання проводились в двадцять раундів.

## Статистика
| №  | Рік  | Переможці                                        | Країна              |
| -- | ---- | ------------------------------------------------ | ------------------- |
| 1  | 2002 | Міхаель Грайс — Мартіна Бек                      | Німеччина           |
| 2  | 2003 | Уле-Ейнар Б'єрндален — Гунн Маргіт Андреассен    | Норвегія            |
| 3  | 2004 | Уле-Ейнар Б'єрндален — Лів-Кершті Берґман        | Норвегія            |
| 4  | 2005 | Уле-Ейнар Б'єрндален — Лінда Ґруббен             | Норвегія            |
| 5  | 2006 | Уле-Ейнар Б'єрндален — Лінда Ґруббен             | Норвегія            |
| 6  | 2007 | Дмитро Ярошенко — Катерина Юр'єва                | Росія               |
| 7  | 2008 | Андрій Дериземля — Оксана Хвостенко              | Україна             |
| 8  | 2009 | Крістоф Зуманн — Каті Вільгельм                  | Австрія / Німеччина |
| 9  | 2010 | Євген Устюгов — Світлана Слєпцова                | Росія               |
| 10 | 2011 | Карл Юган Бергман — Кайса Мякяряйнен             | Швеція / Фінляндія  |
| 11 | 2012 | Антон Шипулін — Катерина Юрлова                  | Росія               |
| 12 | 2013 | Флоріан Граф — Лаура Дальмаєр                    | Німеччина           |
| 13 | 2014 | Сергій Семенов — Валентина Семеренко             | Україна             |
| 14 | 2015 | Мартен Фуркад — Марі Дорен-Абер                  | Франція             |
| 15 | 2016 | Зімон Шемпп — Ванесса Гінц                       | Німеччина           |
| 16 | 2017 | Олексій Волков — Катерина Юрлова-Перхт           | Росія               |
| 17 | 2018 | Лукас Гофер — Доротея Вірер                      | Італія              |
| 18 | 2019 | Ветле Шостад Крістіансен — Марте Олсбю Ройселанд | Норвегія            |

## Першість серед країн
| Місце | Країна    | Кількість перемог |
| ----- | --------- | ----------------- |
| 1     | Норвегія  | 5                 |
| 2     | Німеччина | 4                 |
| 2     | Росія     | 4                 |
| 4     | Україна   | 2                 |
| 5     | Австрія   | 1                 |
| 5     | Італія    | 1                 |
| 5     | Фінляндія | 1                 |
| 5     | Франція   | 1                 |
| 5     | Швеція    | 1                 |

## Успішні спортсмени
На цей момент існує всього один спортсмен який зміг перемогти в Різдвяних перегонах більше ніж два рази. Це норвезький біатлоніст Уле-Ейнар Б'єрндален який перемагав з трьома різними партнерками в період з 2003 по 2006 включно. 2007 року в команді з Торою Бергер він ледь не завоював свою п'яту перемогу, але у підсумку фінішував другим.
Міхаель Грайс єдиний спортсмен який брав участь у всіх перегонах з 2002 року по 2012 рік включно, коли спортсмен провів свій останній виступ.